# Institute of Cancer Research
Az Institute of Cancer Research (Rákkutató Intézet) egy kutatóintézet Londonban az Egyesült Királyságban.
Az intézetet 1909-ben alapították mint a Royal Marsden Hospital kutató részlege és jelenleg a kórházzal együtt Európa legnagyobb rákkutató és kezelő központja. Az intézethez kapcsolódik többek között a BRCA2 gén felfedezése és a karboplatin, abiraterone gyógyszerek kifejlesztése.
Az intézet két területen található: Chelsea-ben London központjában és Suttonban Délnyugat-Londonban.